# Assassinat de Luca Attanasio
Luca Attanasio, ambaixador italià a la República Democràtica del Congo, va ser assassinat el 22 de febrer de 2021 quan una delegació del Programa Mundial d'Aliments (PMA), que forma part de les Nacions Unides, que realitzava una visita sobre el terreny va ser atacada per individus armats.
El comboi de dos vehicles amb set persones viatjava a la província congolesa de Kivu Nord, des de la capital de la província, Goma, fins a un programa d'alimentació escolar del PMA a Rutshuru, una ciutat situada a 70 quilòmetres al nord de la capital provincial, passant pel Parc Nacional dels Virunga. Els atacans van aturar per la força la delegació amb l'objectiu de segrestar personal de l'ONU per exigir un rescat. Van matar al conductor i van endur-se la resta de la delegació cap al bosc. Llavors és quan es va produir un intercanvi de trets entre els vigilants del parc nacional i els segrestadors. En l'intercanvi de trets, l'ambaixador Attanasio i el carabinieri que vetllava per la seva seguretat van resultar ferits de mort. Altres persones que viatjaven en el comboi també van resultar ferides.